# Buštěhrad
Buštěhrad (do roku 1879 Buckov) je město v okrese Kladno ve Středočeském kraji. Leží východně od Kladna, severně od Lidic a devatenáct kilometrů severozápadně od centra Prahy. Žije zde přibližně 4 000 obyvatel. K městu přísluší i východně položená osada Bouchalka.

## Název
Název města, v původním staročeském tvaru Buščěves, je odvozen z osobního jména Bušek ve významu Buškova ves. Po povýšení na město se hrad začal nazývat Buštěhradem a městečko samotné bylo pojmenováno Buckov. Nový název byl odvozen z osobního jména Bucek. Je možné, že se zakladatel osady jmenoval Budislav, Budihost, Budimír nebo Budivoj a jeho jméno, resp. předpona Budi-, se udržovala v povědomí lidí a oba pozdější názvy vsi i města byly odvozeny z ní. V historických pramenech se jméno vsi objevuje ve tvarech: Busczewes (1352), Busczeuiecz (1367, 1369), Bussczewess (1384–1405), Bushwess (1362), Busczewess (1371), in Busscziowssi (1381), de Busscziewssy (1382), Busstiewes (1459), před Buštěvsí (1486), in Busstiehrad (1510), na Busstiehradie (1545), Buczkowa (1545), Busstiehradu (1548, 1602), nad Buczkowem (1602) a Buštěhrad (1854).

## Historie
Území Buštěhradu je osídleno již několik tisíciletí, jak dokládají archeologické nálezy ve městě i v blízkém okolí. K nejzajímavějším nálezům patří kostrová pohřebiště z mladší doby hradištní (950–1200). První písemná zmínka o vesnici se nachází v listině týkající se majetku oseckého kláštera, kterou potvrdil pražský biskup Daniel v roce 1209 a ve které byl mimo jiné jmenován i statek ve vsi Busczewes.
Ve druhé polovině 14. století se Buštěves stala majetkem rodu z Braškova a zároveň také pražského patricije Františka Rokycanského, který zakoupil i blízkou Okoř. Dalším majitelem vesnice byl od roku 1418 Bedřich z Ředhoště, kterému se podařilo jednotlivé díly vsi spojit do jednoho statku. Bedřichův syn Albrecht o vesnici přišel vinou finanční tísně ve prospěch bohatých měšťanů, bratrů Jana a Pešíka od Stříbrné hvězdy, jinak též z Kunvaldu. Pešík před rokem 1440 provdal svou dceru Kateřinu za Jindřicha staršího Libštejnského z Kolovrat. Kateřina jako součást věna obdržela právě Buštěves. Tím se vesnice dostala do majetku Kolovratů, jednoho z nejbohatších a nejmocnějších českých panských rodů, který se zde usídlil na bezmála dvě stě let.

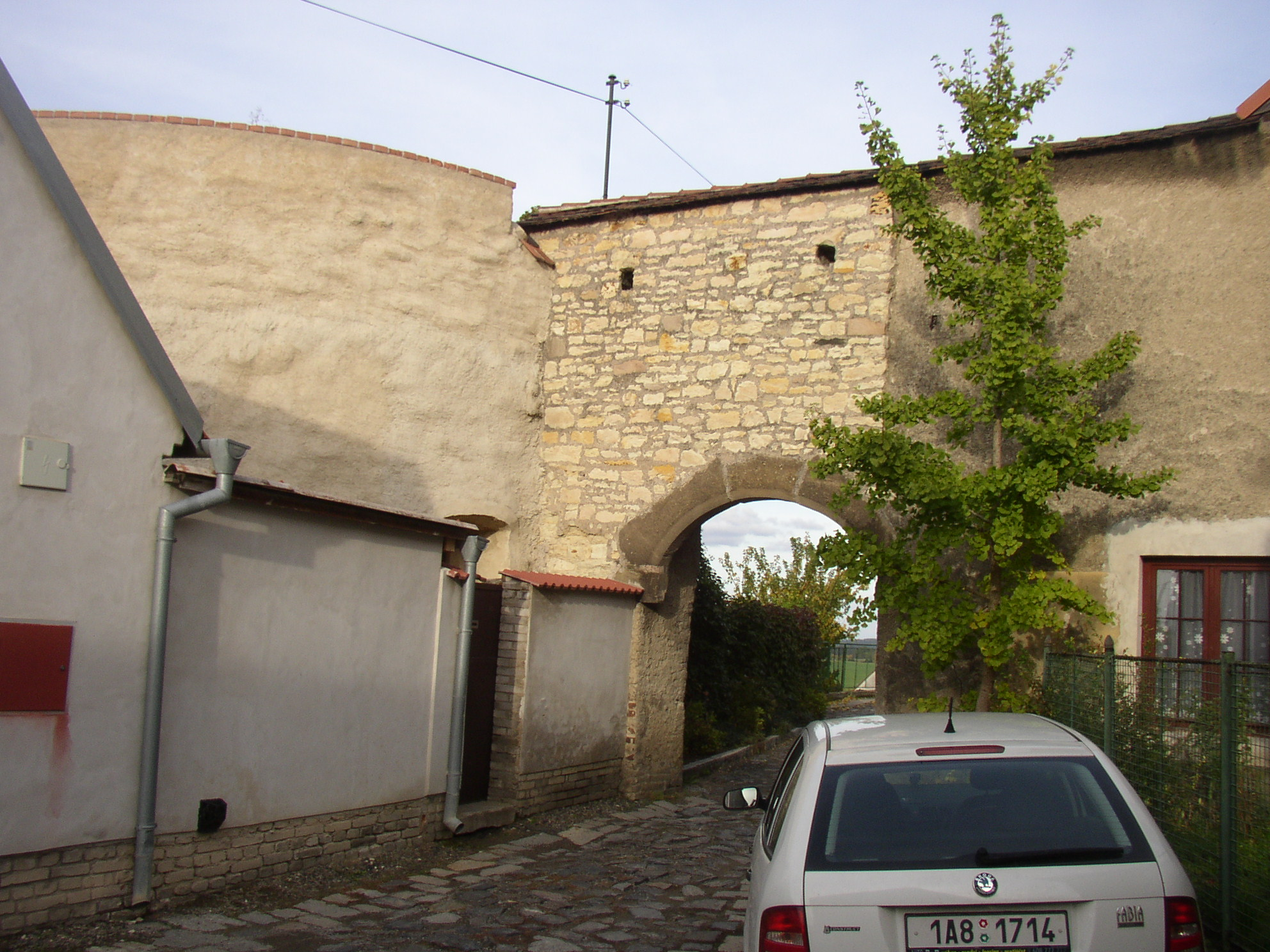
Brána bývalého hradu

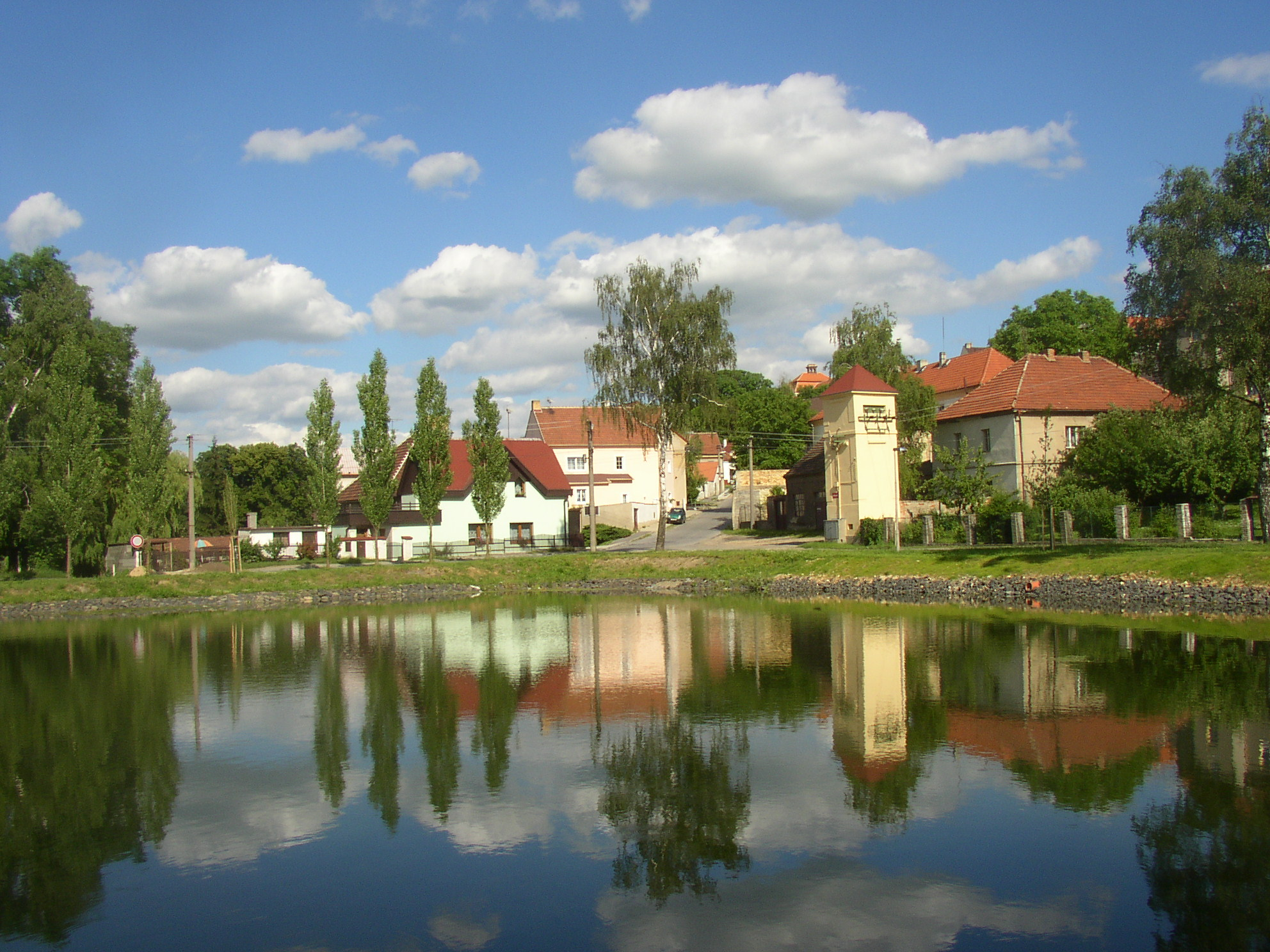
Rybník uprostřed městečka

Páni z Kolovrat dokončili přestavbu gotického hradu Buštěhrad v mohutnou pevnost. Později v 16. století pokračovali majitelé v přestavbě obytných budov, takže hrad měl nakonec podobu pohodlného, takřka zámeckého sídla s masivním opevněním. Z této goticko-renesanční stavby se však díky pozdějšímu vyplenění a následnému rozebírání na stavební materiál dochovaly jen skromné torzální zbytky.
Do historie Buštěvsi zasáhl nejvýrazněji pan Jetřich Bezdružický z Kolovrat, který se u krále Vladislava Jagellonského zasadil o povýšení vsi. Panovník dekretem z roku 1497 povýšil „Buštěves pod zámkem Buštěhradem“ na město Buckov a udělil mu právo hrdelní, várečné a trhové, rovněž znak a modrý pečetní vosk.
Posledním Kolovratem vlastnícím buštěhradské panství byl pan Zbyněk Novohradský z Kolovrat († 1630), jenž mimo jiné se svou manželkou Annou Magdalenou Popelovou z Lobkovic hostil na zdejším hradě dne 30. října 1619 protestantského panovníka Fridricha Falckého při jeho příchodu z Německa do Prahy. Bylo to s podivem, neboť buštěhradský pán byl známým katolíkem. Král nocoval v tzv. letohrádku (Lusthausu), který patří dodnes mezi nejzachovalejší části z někdejšího hradu. Zdejší Kolovraté díky katolickému smýšlení a přímluvám vlivných příbuzných unikli po potlačení stavovského povstání konfiskaci majetku a zachovali si nadále i jisté postavení.
Na počátku třicátých let 17. století panství skrze další sňatek ovdovělé Marie Magdaleny Popelové z Lobkovic s knížetem Jindřichem Juliem dostalo do majetku vévodů ze Saska-Lauenburgu. Ti však v Buštěhradě nesídlili, neboť panství bylo zle poškozeno tehdejší válkou. Vdova po Kolovratovi s oblibou bydlela na svém zákupském zámku a sama vévodská rodina měla své hlavní sídlo v západočeském Ostrově u Karlových Varů.
Sedmnácté století bylo pro Buštěhrad dobou velmi nepříznivou. Nejprve bylo město během třicetileté války (roku 1632) vypleněno ustupujícím saským vojskem pod velením Schönfelda, který dokonce nechal odvézt zvony, křtitelnici i pivovarský kotel. Veškeré naděje na obnovu hradu byly následně zmařeny rozsáhlou morovou epidemií v roce 1680, které údajně podlehli všichni obyvatelé městyse.

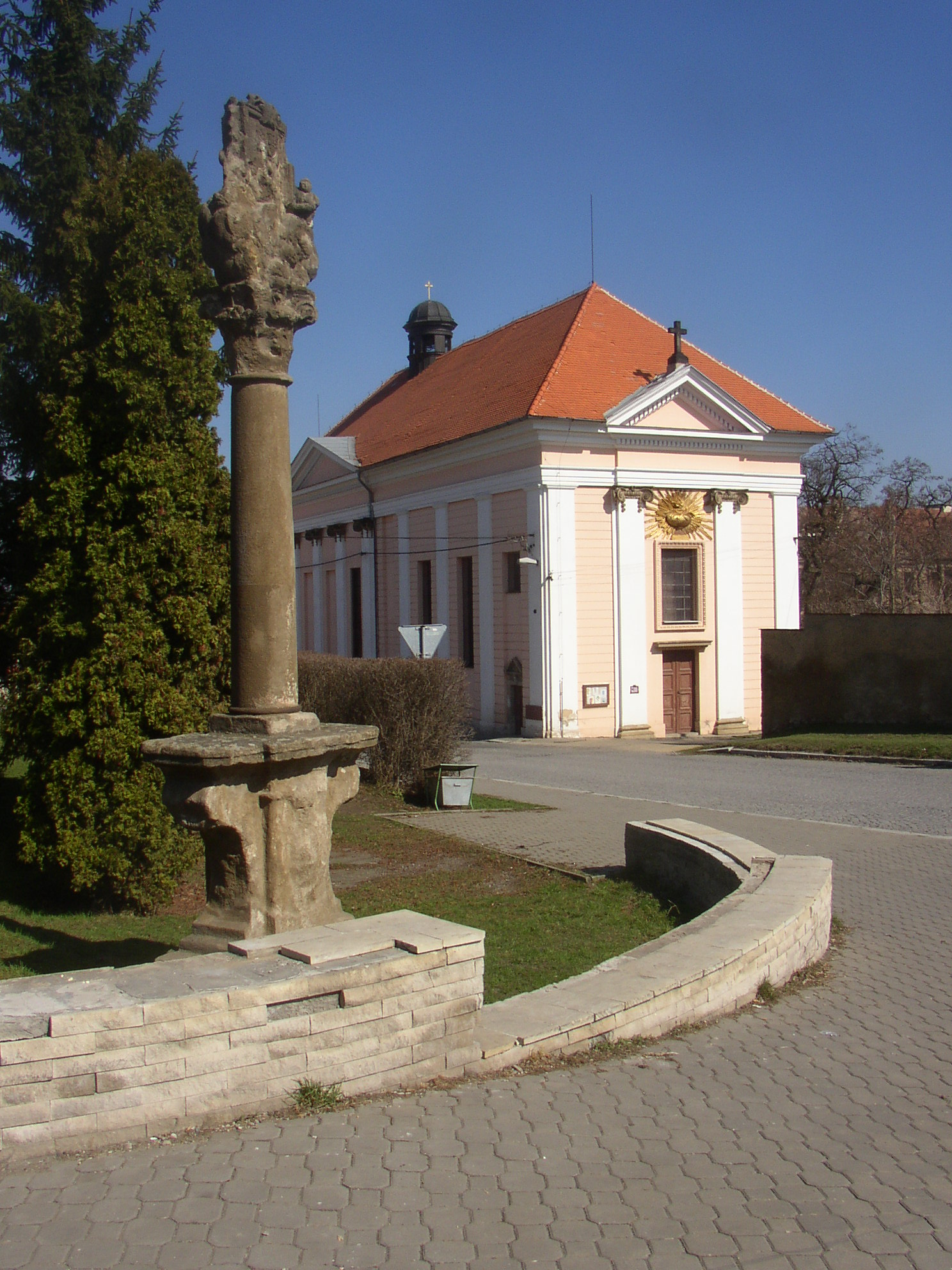
Kostel Povýšení svatého Kříže (bývalá zámecká kaple)

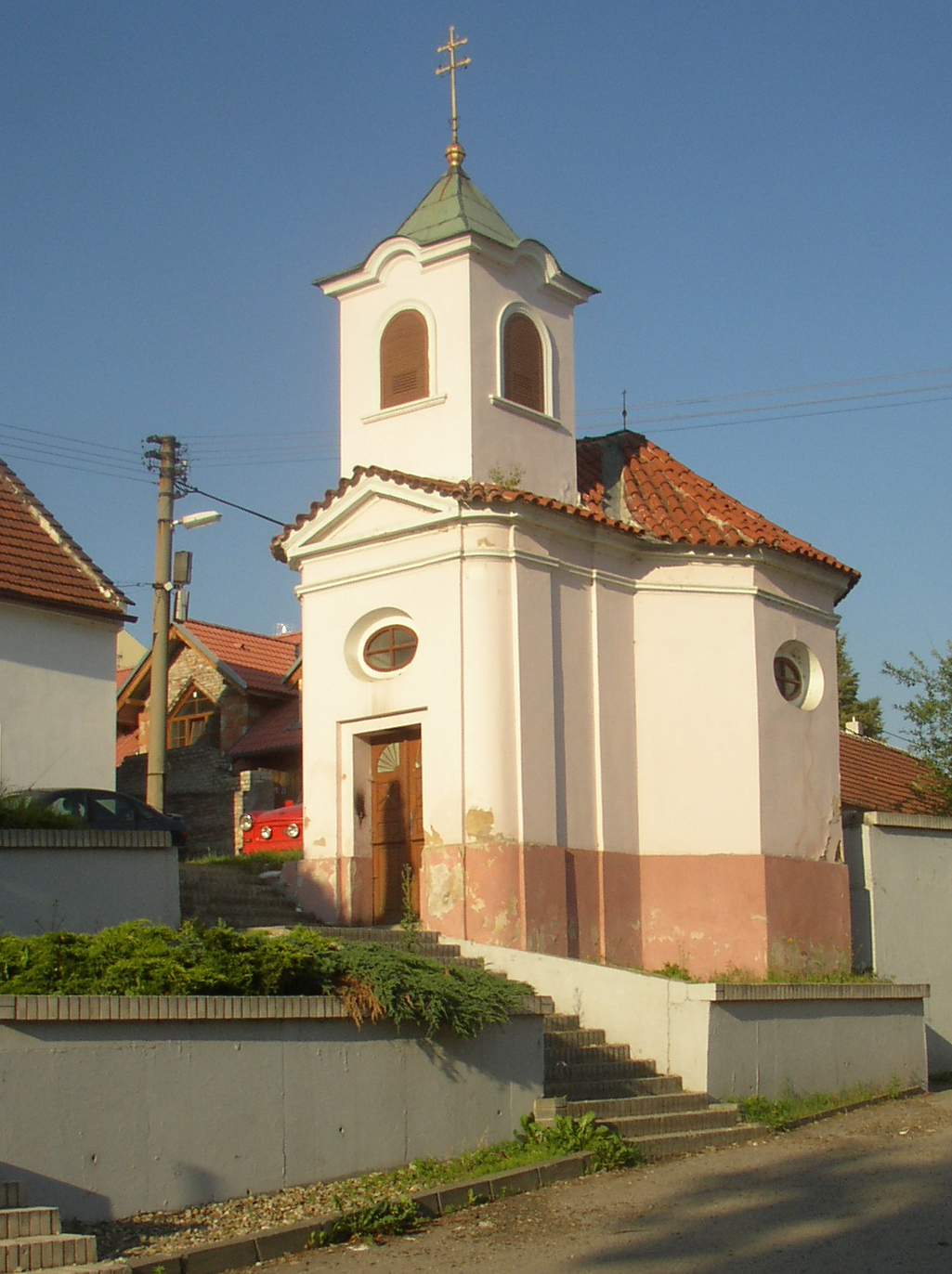
Kaple Máří Magdaleny

Následně bylo ze severočeského Zákupska, které patřilo buštěhradské vrchnosti, dovedeno na Buštěhradsko nové německé obyvatelstvo. Poprvé k tomu došlo již roku 1682. Němečtí dosídlenci doplnili přeživší české poddané. Noví usedlíci si dlouho uchovávali svojí řeč a ještě kolem roku 1780 se na Buštěhradsku vedle češtiny též mluvilo tzv. německým horským nářečím. Nakonec se však potomci zákupských Němců počeštili a německý ostrov (v českém moři středních Čech) zanikl.
K obnově panského sídla došlo až o několik desetiletí později především díky nové majitelce Anně Marii Františce Toskánské (1672–1741), manželce posledního velkovévody toskánského z rodu Medici. Velkovévodkyně, která odmítala žít ve své nové italské vlasti, se raději zdržovala na svých českých statcích a v první polovině 18. století se zasadila o počátek výstavby nového buštěhradského zámku. V dalších stavebních aktivitách pokračoval zeť velkovévodkyně – bavorský vévoda Klement František Bavorský. Po smrti jeho ženy Karolíny Neuburské zdědil panství Buštěhrad bavorský kurfiřt Maxmilián Josef, za jehož panování bylo na panství u sousedních Vrapic poprvé objeveno uhlí. V roce 1781 byly poblíž železniční zastávky Kladno-Vrapice otevřeny dvě štoly Josef a Gottfried.
V roce 1805 získal panství Ferdinand Habsburský a od něho Ferdinand I. Dobrotivý. Tím se panství stalo částí komplexu císařských velkostatků, kde setrvalo do roku 1918, kdy se stalo majetkem Československé republiky jako státní velkostatek.
V letech 1915 až 1919 patřil Buštěhrad mezi místa, v nichž byli ubytováni obyvatelé jihotyrolského údolí Ledro (rakouští příslušníci italské národnosti), nuceně evakuovaní do Čech před frontou první světové války. Celkem v městečku našlo svůj dočasný domov přibližně 129 osob (27 rodin), část z těchto obyvatel (cca 45 osob) bylo ubytováno v restaurantu U Bečvářů, který stojí v městečku Buštěhrad od roku 1870. V Buštěhradě tehdy pro potřeby vysídlenců působili i italská učitelka a kněz.
Ve městě Buštěhrad (přísl. Bůhzdař, 3435 obyvatel, poštovní úřad, telegrafní úřad, telefonní úřad, četnická stanice, katol. kostel, evangel. kostel, chudobinec, Společenstvo živností obchodních, sbor dobrovolných hasičů) byly v roce 1932 evidovány tyto živnosti a obchody (výběr): lékař, cukrárna, 2  autodopravci, nákladní autodoprava, biograf Skála, 2 cihelny, drogerie, 2 galanterie, hodinář, 12 hostinců, 2 hotely Bůhzdař a Buštěhrad, 2 kapelníci, knihkupec, konsum Včela, lékárna, 2 modistky, obchod s obuví Baťa, pila, pivovar, sklenář, Živnostenská záložna v Buštěhradě, stavební a bytové družstvo, stavební podnikatel, státní velkostatek, vetešník, 3 zahradnictví, zubní ateliér.

### Dějiny po druhé světové válce
Druhá polovina 20. století byla ve znamení stavebního rozvoje. Byla vybudována nová budova základní školy, došlo k rekonstrukci bývalé fary upravené pro potřeby základní umělecké školy, proběhla rozsáhlá výstavba rodinných i panelových domů. K rozvoji infrastruktury přispěla rekonstrukce komunikací, plynofikace, výstavba kanalizace a čistírna odpadních vod.
V současné době se město potýká s masivní satelitovou výstavbou. Ta se projevuje zabíráním kvalitní černozemě. Samo město však není na nápor nových obyvatel připraveno.

## Obyvatelstvo
| Rok            | 1869  | 1880  | 1890  | 1900  | 1910  | 1921  | 1930  | 1950  | 1961  | 1970  | 1980  | 1991  | 2001  | 2011  | 2021  |
| -------------- | ----- | ----- | ----- | ----- | ----- | ----- | ----- | ----- | ----- | ----- | ----- | ----- | ----- | ----- | ----- |
| Počet obyvatel | 3 055 | 2 911 | 3 222 | 3 461 | 3 981 | 3 334 | 3 210 | 2 897 | 2 948 | 2 714 | 2 676 | 2 263 | 2 273 | 2 884 | 3 859 |
| Počet domů     | 232   | 255   | 256   | 283   | 319   | 332   | 443   | 560   | 618   | 619   | 625   | 656   | 657   | 874   | 1 160 |

## Městská správa
V letech 1850–1953 k městu patřil Bůhzdař.

### Územněsprávní začlenění
Dějiny územněsprávního začleňování zahrnují období od roku 1850 do současnosti. V chronologickém přehledu je uvedena územně administrativní příslušnost města v roce, kdy ke změně došlo:
- 1850 země česká, kraj Praha, politický okres Smíchov, soudní okres Unhošť[12]
- 1855 země česká, kraj Praha, soudní okres Unhošť[12]
- 1868 země česká, politický okres Smíchov, soudní okres Unhošť[12]
- 1878 země česká, politický okres Smíchov, soudní okres Kladno[13]
- 1893 země česká, politický i soudní okres Kladno[14]
- 1939 země česká, Oberlandrat Kladno, politický i soudní okres Kladno[15]
- 1942 země česká, Oberlandrat Praha, politický i soudní okres Kladno[16]
- 1945 země česká, správní i soudní okres Kladno[17]
- 1949 Pražský kraj, okres Kladno[18]
- 1960 Středočeský kraj, okres Kladno[19]

## Doprava
- Silniční doprava – Okolo zastavěného území města po jižní straně vede silnice I/61 exit Makotřasy (dálnice D7) – Buštěhrad – Kladno, od roku 2018 je na místě křižovatky u vodojemu kruhový objezd. Východním okrajem katastrálního území města vede dálnice D7 s exity 7 (Makotřasy) a 9 (Buštěhrad).
- Železniční doprava – Železniční trať ani stanice na území obce nejsou. Nejblíže městu je železniční zastávka (jen pro osobní dopravu) Kladno-Vrapice ve vzdálenosti 3 km ležící na trati 093 z Kralup nad Vltavou do Kladna (ve starších materiálech lze tuto stanici najít pod názvem Buštěhrad). Ve vzdálenosti 5 km leží železniční stanice Kladno-Dubí (pro veškerou dopravu) ležící na téže trati.
- Autobusová doprava – Ve městě zastavovaly v červnu 2011 autobusové linky jedoucí do těchto cílů: Kladno, Praha, Slaný, Smečno, Středokluky.[20] Přesněji řečeno, přímo ve městě staví velká část autobusů, spojujících Kladno s Prahou. Směr Praha jezdí přímo linky na: Nádraží Veleslavín, Zličín. Na dálnici D7 se pak u osady Bouchalka (přibližně 1,5 km východně od centra města) nalézá zastávka pro spoje mezi Slaným (popř. Smečnem) a Prahou.

## Pamětihodnosti

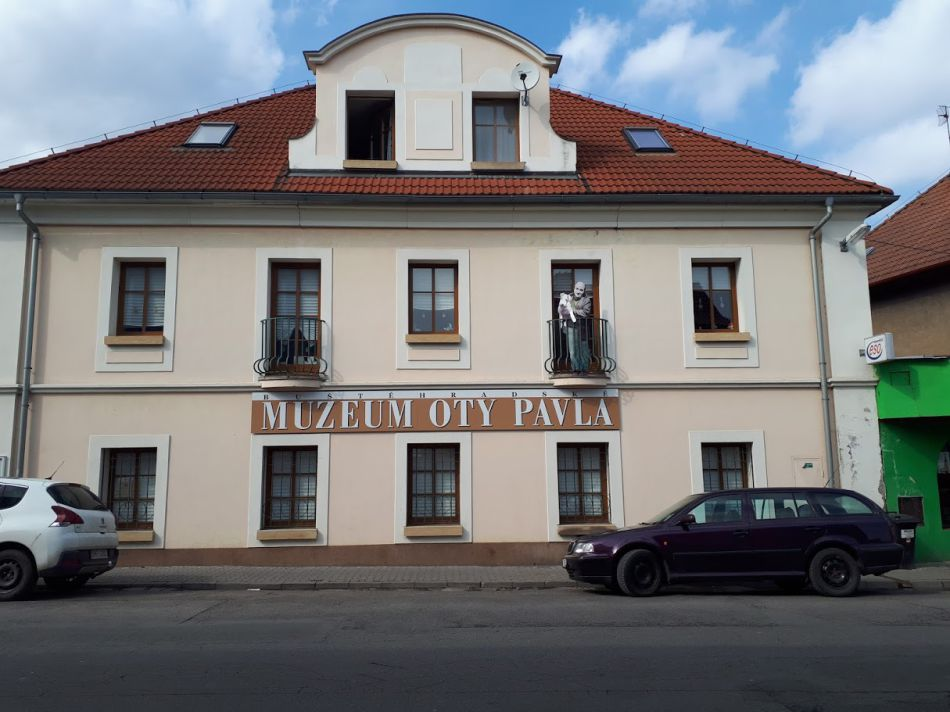
Muzeum Oty Pavla

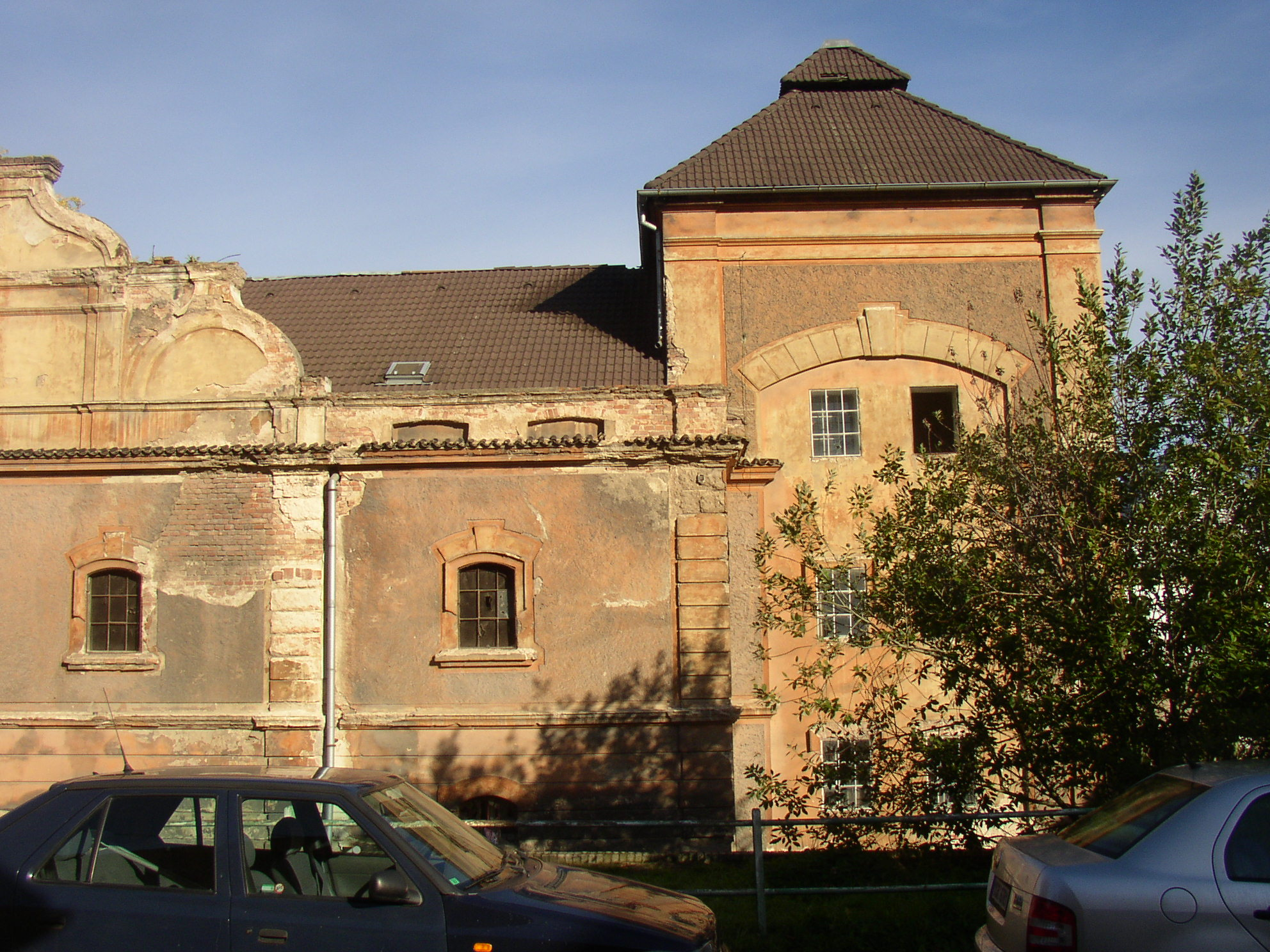
Pivovar

- Zřícenina hradu Buštěhrad částečně pohlcená mladší domovní zástavbou
- Barokní zámek Buštěhrad s parkem se sídlem obecního úřadu[21]
- Muzeum Oty Pavla
- Klasicistní kostel Povýšení svatého Kříže s působivou vnitřní výzdobou v těsné blízkosti zámku
- Raně barokní budova základní umělecké školy (bývalé sídlo správce, později fara)
- Morový a toskánský sloup v blízkosti zámku
- Pozdně gotický buštěhradský pivovar přestavěný v barokním stylu dle stavitele Anselma Luraga; poslední pivo vyexpedováno v roce 1967
- Pětice kaplí převážně z 18. století (dvě nevelké uzavřené kaple se zvoničkou a tři výklenkové kapličky):
  - Kaple svaté Maří Magdalény na Náměstí u bývalého pivovaru pod zámkem, osmiboká stavba s hranolovou vížkou obnovená v říjnu 2019.[22]
  - Kaple svatého Prokopa z roku 1898 v západní části města v Prokopově ulici
  - Kaplička svaté Anny na jihovýchodním okraji města u hřbitova (křižovatka silnic na Číčovice a Lidice)
  - Kaplička svatého Salvátora jihovýchodně od města při silnici blíže k Lidicům
  - Kaplička Nejsvětější Trojice severně od města v poli po levé straně silnice do Vrapic.

## Osobnosti
- Joachim Barrande (1799–1883), geolog; žil na buštěhradském zámku
- Josef Velc (1905–1957), hudebník
- Karel Václav Vacek (1908–1982), hudební pedagog a dirigent; první ředitel buštěhradské hudební školy, zakladatel pěveckého sboru Buštěhrad
- Karel Žebera (1911–1986), geolog a archeolog[23]
- František Kohlíček (1914–2007), katolický kněz a politický vězeň
- Ota Pavel (1930–1973), spisovatel; vyrůstal zde. V mnoha ze svých povídek se vrací do míst svého dětství v Buštěhradu. V jednom z domů v centru města se dnes nalézá Buštěhradské muzeum Oty Pavla, věnované spisovatelově životu a dílu.
- Jiří Krampol (1938–2025), herec

## Partnerské obce
Dne 28. června 2008 byla podepsána dohoda o partnerství mezi Svazem obcí Valle di Ledro (sestávajícím z obcí: Molina di Ledro, Pieve di Ledro, Bezzecca, Concei, Tiarno di Sotto a Tiarno di Sopra; od roku 2010 jsou sloučeny do jedné obce s názvem Ledro) na straně jedné a osmi českými městy a obcemi (Příbram, Všeň, Milín, Buštěhrad, Nový Knín, Ptice, Chyňava, Doksy) na straně druhé.